# Shorea fallax
Shorea fallax är en tvåhjärtbladig växtart som beskrevs av Willem Meijer. Shorea fallax ingår i släktet Shorea och familjen Dipterocarpaceae. Inga underarter finns listade i Catalogue of Life.